# Louis de Raguenel
Pour les articles homonymes, voir Familles Raguenel.
Louis de Raguenel de Montmorel, plus connu sous le nom de Louis de Raguenel, est un journaliste français d'extrême-droite.

## Biographie

### Origines et famille
Fils d'Arnaud de Raguenel de Montmorel et Isabelle de Secondat de Montesquieu, il est issu d'une famille de l'aristocratie catholique.
Il est marié à Inès de Raguenel-Carayon de Lagayé, conseillère d’opposition à Paris et membre du bureau politique des Républicains. Elle est la fille de Bernard Carayon et la sœur de Guilhem Carayon.

### Militant
Louis de Raguenel milite pour l'Union pour un mouvement populaire (UMP). Il travaille au service de la Communication numérique, pour Claude Guéant au ministère de l'Intérieur, entre 2011 et 2012. Il est promu chef du groupe « nouvelles technologies et veille » au cabinet du directeur général de la Police nationale, Claude Balland. Ses prises de position « outrancières », selon Libération, sont remarquées. Il est écarté par Manuel Valls en mars 2013.

### Journaliste
Il devient rédacteur en chef Internet de Valeurs actuelles en 2013, et incarne le virage radical de cet hebdomadaire d'extrême droite. En octobre 2014, il est mis en cause par le quotidien Libération dans une affaire de chasse aux sources de deux journalistes du Monde, Gérard Davet et Fabrice Lhomme,,.
En septembre 2020, il est pressenti pour être nommé chef du service politique à Europe 1 mais son positionnement d'extrême-droite engendre des réactions internes. En raison de l'opposition de la rédaction à cette nomination controversée, la direction de la chaîne le nomme adjoint de Michaël Darmon,.
À la suite du départ de Darmon en septembre 2021, Raguenel prend formellement la tête du service politique d'Europe 1.
En 2024, il devient directeur de la rédaction du JDNews, supplément hebdomadaire du JDD paraissant le mercredi.
Il intervient régulièrement sur CNews.

### Manipulation d'influence de médias
En juillet 2023, une enquête conjointe de Mediapart, du Soir, de Heidi.news et du New Yorker l'identifie comme un des journalistes « sous-traitants » rémunérés par l’agence Alp Services pour ses missions au service des Émirats arabes unis. D'après l'enquête, il participe dans le cadre du projet Arnica au fichage de plus de 1 000 citoyens européens comme proches des Frères musulmans, bien souvent à tort,,.
Selon Mediapart, entre 2017 et 2021, Alp Services avait constitué un réseau de journalistes disposés à rédiger des textes soutenant la cause des Émirats arabes unis. Le « fournisseur » le plus réputé de Alp Services serait le journaliste Louis de Raguenel. Mediapart affirme qu'entre fin 2017 et 2020, 6 articles de l'hebdomadaire d'extrême droite Valeurs actuelles sont en réalité des commandes d'Alp Services, dont 2 sont signés Louis de Raguenel. Le premier de ces deux articles s'intitule « L’inquiétante montée du communautarisme en France » (juin 2019) ; le deuxième est centré sur l’imam Hassan Iquioussen (la signature de Louis de Raguenel a été retirée à l'occasion d'une republication). De plus, Louis de Raguenel présente en 2019 une vidéo associée à un article de Valeurs actuelles intitulé « La gigamosquée de Mulhouse sent le soufre », que les documents internes d'Alp Services revendiquent comme provenant de l'officine et qu'ils présentent comme une réussite en termes d'impact. Un autre article paru dans Valeurs actuelles, « L’université française complice de criminels de guerre djihadistes ? »  (février 2020), reproduisant un dossier monté par Alp Services, aurait valu des remerciements adressés à Louis de Raguenel de la part d'une personne membre d'Alp Services, selon des documents internes de l'agence. Par ailleurs, Louis de Raguenel aurait fait bénéficier Alp Services de son carnet d'adresses, en mettant en relation l'officine avec un journaliste de Paris Match et un autre de Causeur. Raguenel dément toutes ces affirmations.
Alp Services œuvre à dénigrer les ennemis des Émirats arabes unis, en l'occurrence le Qatar et les Frères musulmans. Son mode opératoire consiste à faire publier des articles en ce sens dans des journaux reconnus, à modifier des pages Wikipédia, à placer du contenu dans des blogs et des forums en ligne. Les articles publiés dans la presse sont particulièrement importants parce qu'ils peuvent être ensuite cités, diffusés de manière virale, et réutilisés notamment dans les pages Wikipédia.